# Rilić (miejscowość)
Rilić – wieś w Bośni i Hercegowinie, w Federacji Bośni i Hercegowiny, w kantonie dziesiątym, w gminie Kupres. W 2013 roku liczyła 17 mieszkańców, z czego większość stanowili Serbowie.